# Julius Lenhart
Julius Lenhart (27. listopadu 1875, Vídeň – 10. listopadu 1962, Vídeň) byl rakouský sportovní gymnasta. Na olympijských hrách v St. Louis roku 1904 získal zlatou medaili v gymnastickém víceboji a v soutěži družstev, stříbro získal v tzv. gymnastickém trojboji (v němž se soutěžilo jen na stlouiských hrách). Protože na starých olympijských hrách závodníci nesoutěžili za státy, bývá někdy ve statistikách Lenhart uváděn jako Američan, neboť v době her žil v Americe (přijel tam roku 1903, do Rakouska se vrátil roku 1906) a soutěžil na nich za americký sportovní klub (ve skutečnosti šlo o turnerský spolek německých přistěhovalců Philadelphia Turngemeinde). Mezinárodní olympijský výbor dnes jeho medaile nicméně přiznává Rakousku, a Lenhart je tak nejúspěšnějším Rakušanem na letních olympijských hrách vůbec. Týká se to i medaile z družstev; vítězný tým je sice často uváděn jako americký, ale MOV ho dnes označuje za smíšený, podobně jako na stejných hrách zlatý tým šermířský, stříbrný tým atletický a bronzový tým v přetahované. Lenhart sám dlouho bojoval o to, aby nebyl uváděn jako americký olympijský vítěz, jeho medaile však byly Rakouskému olympijskému výboru přiznány až deset let po jeho smrti.